# Radoslav Kráľ
Radoslav Kráľ (ur. 20 lutego 1974) – słowacki piłkarz grający na pozycji obrońcy.
Występował między innymi w MŠK Žilina, FC Koszyce, MFK Ružomberok i w węgierskim Zalaegerszeg, a ostatnio w czeskiej Viktorii Żiżkov.
Od września 2007 r. był piłkarzem Polonii Bytom, lecz 11 grudnia 2008 r. klub rozwiązał z nim kontrakt.